# José Vicente García Acosta
José Vicente García Acosta (ur. 4 sierpnia 1972 w San Sebastián) – były hiszpański kolarz szosowy. W zawodowym peletonie ścigał się w latach 1995-2011, cały czas w barwach tej samej drużyny, która – gdy do niej dołączył w 1995 – nazywała się Banesto, a w gdy odchodził w 2011 – Movistar Team.
Na początku kariery wygrał etap i cały wyścig Vuelta a Navarra (1996). Rok później był najlepszy na jednym z etapów Vuelta a España. U boku Abrahama Olano wygrał słynny wyścig GP Eddy Merckx w 1998 roku. W swojej kolekcji ma również wygrany etap Tour de France (2000). W 2002 po raz drugi zwyciężył na jednym z etapów Vuelta a España. 

## Najważniejsze zwycięstwa i sukcesy
- 1996 - zwycięstwo w klasyfikacji generalnej Vuelta a Navarra
- 1997 - etap Vuelta a España
- 1998 - zwycięstwo w GP Eddy Merckx (z Abrahamem Olano)
- 2000 - etap Tour de France
- 2002 - etap Vuelta a España
- 2003 - etap Vuelta a Burgos
- 2006 - etap Vuelta Castilla y Leon